# Mourlot Studios
Die Mourlot Studios wurden 1852 von der Familie Mourlot als Druckerei in Paris gegründet. Bekannt wurde die Firma auch unter dem Namen Imprimerie Mourlot, Mourlot Frères und Atelier Mourlot. 

## Geschichte
Durch François Mourlot ins Leben gerufen, begann die Druckerei mit der Herstellung von exklusiven Wandtapeten. Im Jahr 1914 erweiterte sein Sohn Jules Mourlot das Geschäft und produzierte Schokoladenaufkleber für Firmen wie Chocolat Poulain, sowie Bücher, Karten und Briefpapier. In den 1920er Jahren wandelte Jules’ Sohn, Fernand Mourlot, einen der Standorte in ein Studio um und widmete es exklusiv dem Druck von Lithografien.
Eines der wichtigsten Produkte des Mourlot-Studios waren Kunstplakate. Durch die Aufträge für die Herstellung von Ausstellungsplakaten französischer Museen, beispielsweise 1930 für die Retrospektive von Eugène Delacroix im Louvre, 1932 für eine Ausstellung Édouard Manets im Musée de l’Orangerie sowie 1934 für Honoré Daumiers Werk in der Bibliothèque nationale de France, wurde Mourlot bekannt.
Eine andere wichtige Funktion sollte die Produktion der schönen Künste, und zwar Lithografien mit limitierter Ausgabe sein. Die ersten Maler, die Lithografien bei Mourlot schufen, waren Vlaminck und Utrillo. Die Lithografie wurde allerdings, trotz großer Bekannt- und Beliebtheit im 19. Jahrhundert, von den meisten Künstlern im ersten Teil des 20. Jahrhunderts nicht genutzt.
Die Lithografie, erfunden von Aloys Senefelder Ende des 18. Jahrhunderts, wurde berühmt, als sie von Künstlern wie Jules Chéret, Toulouse-Lautrec, Bonnard und Vuillard in den 1880er Jahren angenommen wurde. In den 1930er Jahren begann Fernand Mourlot, eine neue Generation von Künstlern einzuladen, direkt am Stein zu arbeiten.
Im Jahr 1937 fertigte das Studio zwei Plakate an, eines von Bonnard und eines von Henri Matisse, für die Ausstellung Maitres de l‘Art indépendant im Petit Palais. Beide Werke wurden, sogar von den Künstlern selber, als exzellent und von höchster Qualität bewertet. Daraufhin wurde Mourlot zum führenden Lithographie-Drucker ernannt. Im Jahre 1937 begann das Studio eine lange Zusammenarbeit mit dem Herausgeber Tériade, Begründer des Kunstjournals Verve. Nach dem Zweiten Weltkrieg unterstützte Mourlot Matisse, Braque, Bonnard, Rouault und Joan Miró bei der Schaffung von wichtigen Lithografien als Rückblick auf- und Erinnerung an ihre Arbeiten.
Im Jahr 1945 wählte Pablo Picasso das Mourlot-Studio für seine Rückkehr zum lithografischen Medium. Es sollte bald für jeweils einige Monate im Jahr sein neues Zuhause werden. Zwischen 1945 und 1969 schuf Picasso über vierhundert Lithografien bei Mourlot. Diese Zusammenarbeit führte nicht nur zu bahnbrechenden Erneuerungen im Lithografie-Prozess, sondern verschaffte auch Picassos Werken eine ganz neue Dimension.